# ماه کامل (فیلم ۲۰۰۶)
ماه کامل 
(به تلوگویی: Pournami) فیلمی محصول سال ۲۰۰۶ و به کارگردانی پرابو دوا است. در این فیلم بازیگرانی همچون پرابهاس، تریشا، چارمی کائور، سیدو تولانی، راهول دو، موکش ریشی و کوتا سرینیواسا راو ایفای نقش کرده‌اند.